# Zottegem
Zottegem (franceză Sottegem) este un oraș neerlandofon situat în provincia Flandra de Est, regiunea Flandra din Belgia. Comuna Zottegem este formată din localitățile Zottegem, Elene, Erwetegem, Godveerdegem, Grotenberge, Leeuwergem, Oombergen, Sint-Goriks-Oudenhove, Sint-Maria-Oudenhove, Strijpen și Velzeke-Ruddershove. Suprafața sa totală este de 56,66 km². La 1 ianuarie 2008 avea o populație totală de 24.660 locuitori. 